# Gruskornlöpare
Gruskornlöpare (Amara convexior) är en skalbaggsart som beskrevs av James Francis Stephens 1828. Gruskornlöpare ingår i släktet Amara, och familjen jordlöpare. Enligt den finländska rödlistan är arten nära hotad i Finland. Arten är reproducerande i Sverige. Artens livsmiljö är ruderatmarker, vägrenar och banvallar.